# Velîkîi Loh
Velîkîi Loh (în ucraineană Великий Лог) este o așezare de tip urban din raionul Krasnodon, regiunea Luhansk, Ucraina. În afara localității principale, nu cuprinde și alte sate.

## Demografie
Componența lingvistică a așezării de tip urban Velîkîi Loh
     Rusă (94,35%)
     Ucraineană (5,25%)
Conform recensământului din 2001, majoritatea populației așezării de tip urban Velîkîi Loh era vorbitoare de rusă (94,35%), existând în minoritate și vorbitori de ucraineană (5,25%).